# Comuna de Ceranów
Ceranów (polaco: Gmina Ceranów) é uma gminy (comuna) na Polónia, na voivodia de Mazóvia e no condado de Sokołowski. A sede do condado é a cidade de Ceranów.
De acordo com os censos de 2004, a comuna tem 2531 habitantes, com uma densidade 22,8 hab/km².

## Área
Estende-se por uma área de 110,83 km², incluindo:
- área agricola: 58%
- área florestal: 35%

## Demografia
Dados de 30 de Junho 2004:
|                      | Total   | Total | Mulheres | Mulheres | Homens  | Homens |
| -------------------- | ------- | ----- | -------- | -------- | ------- | ------ |
|                      | pessoas | %     | pessoas  | %        | pessoas | %      |
| População            | 2531    | 100   | 1235     | 48,8     | 1296    | 51,2   |
| Densidade (pop./km²) | 22,8    | 100   | 11,1     | 11,1     | 11,7    | 11,7   |

De acordo com dados de 2002, o rendimento médio per capita ascendia a 1251,44 zł.

## Subdivisões
- Adolfów, Ceranów, Garnek, Długie Grodzieckie, Długie Grzymki, Długie Kamieńskie, Lubiesza, Natolin, Noski, Olszew, Przewóz Nurski, Pustelnik, Radość, Rytele-Olechny, Rytele Suche, Rytele-Wszołki, Wólka Nadbużna, Wólka Rytelska, Wszebory, Zawady.

## Comunas vizinhas
- Kosów Lacki, Małkinia Górna, Nur, Sterdyń, Zaręby Kościelne